# Dwergzonneroosje
Het dwergzonneroosje (Fumana procumbens) is een overblijvende plant, die behoort tot de zonneroosjesfamilie (Cistaceae). De soort is inheems in Wallonië. De soort komt voor in Zuid-, Midden- en West-Europa en Zuidwest-Azië. Het aantal chromosomen is 2n=32.
De plant is een halfstruik met verhoutte voet en wordt 5-20 cm hoog. De stengels zijn liggend of opstijgend. Op de stengel zitten aanliggende klierharen. De naaldvormige bladeren zijn 5-18 mm lang en 0,2-0,5 mm breed.
De plant bloeit vanaf mei tot in september met gele bloemen, die 1,5-2 cm groot zijn en in de bladoksels staan. De bloemsteel is evenlang of korter dan het blad. de kelkbladen hebben een verschillende lengte. De buitenste meeldraden zijn steriel. De plant bloeit alleen 's morgens en alleen als de zon schijnt. In de middag vallen dan de kroonbladen al af.
De vrucht is een driekleppige doosvrucht.

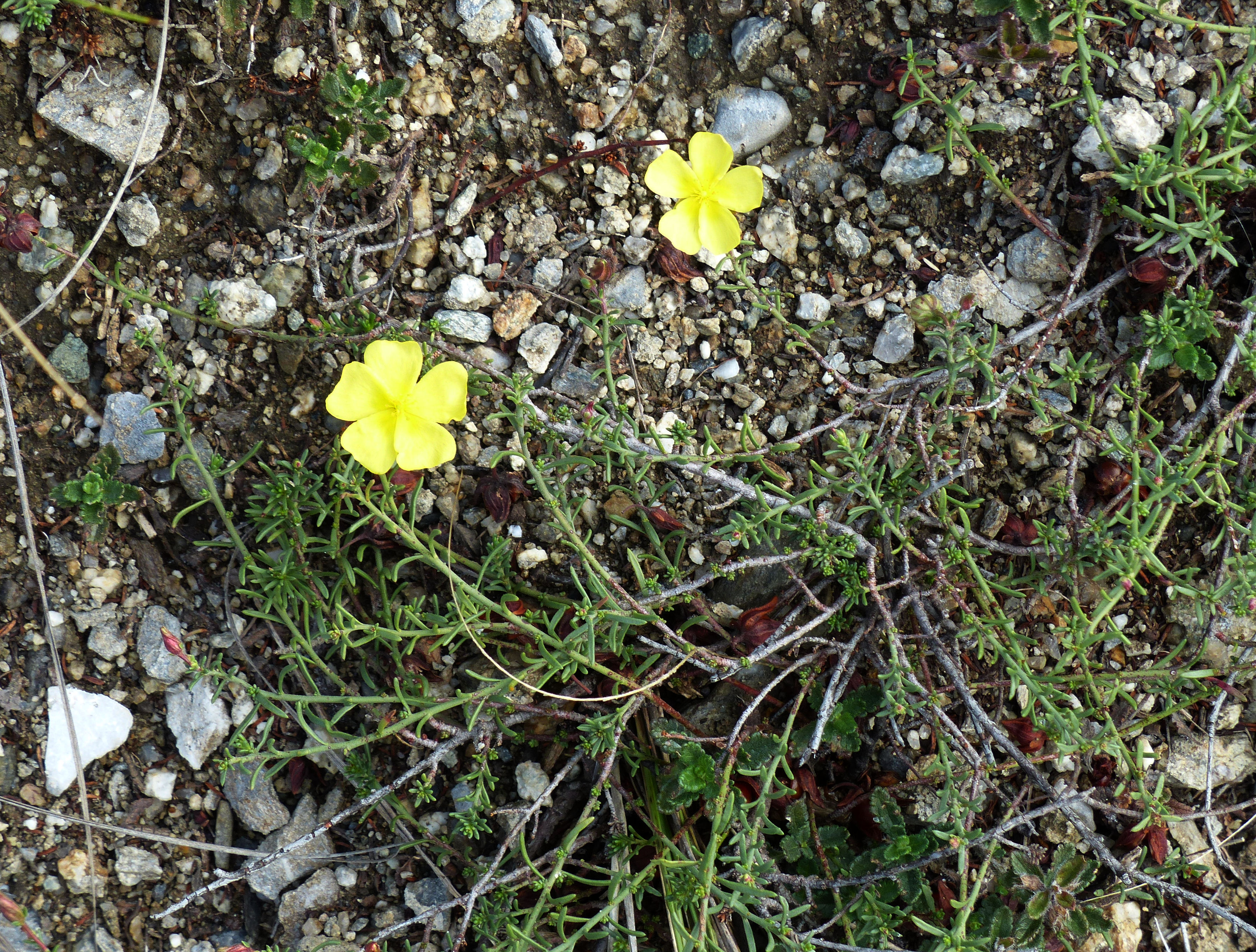
Plant
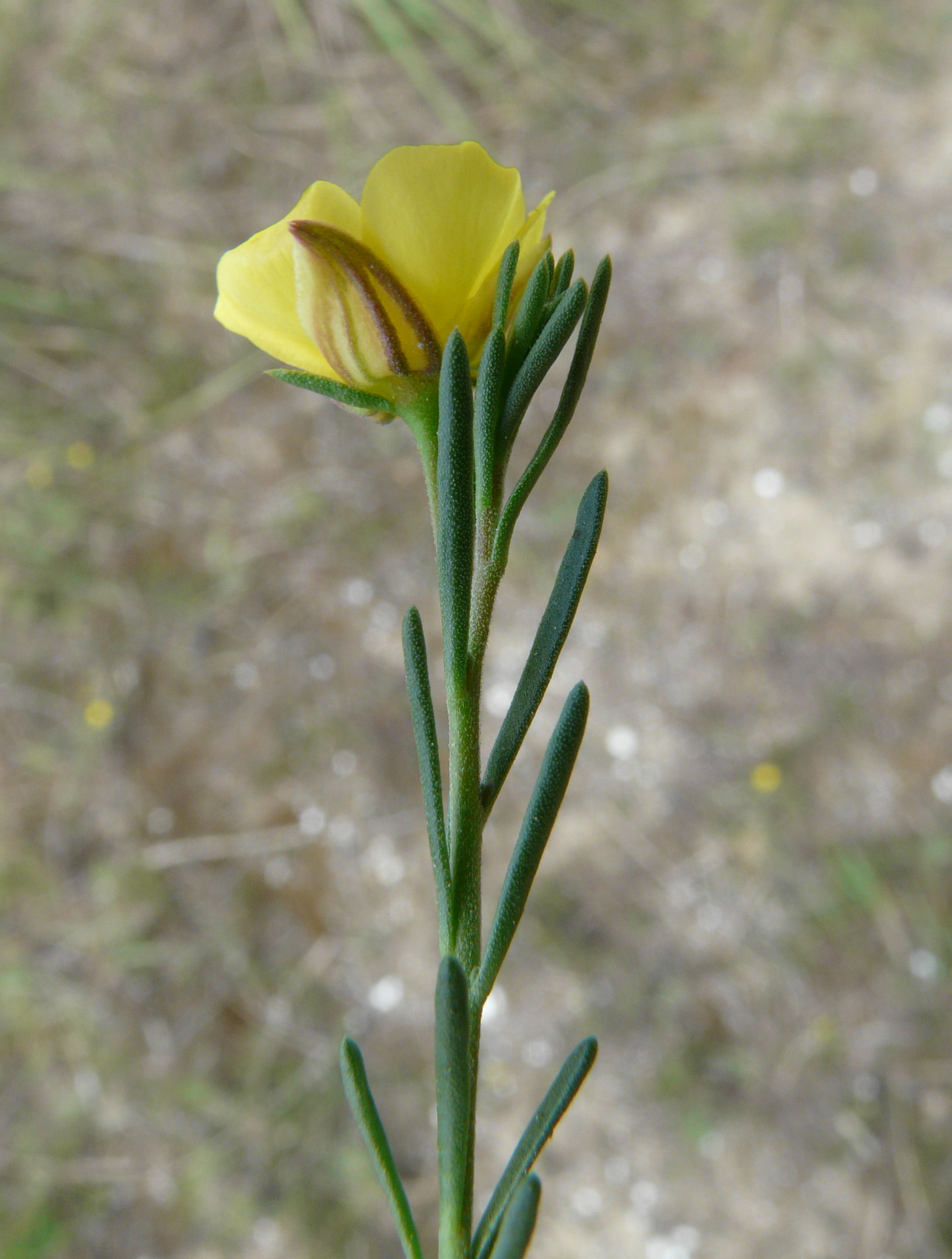
Kelk
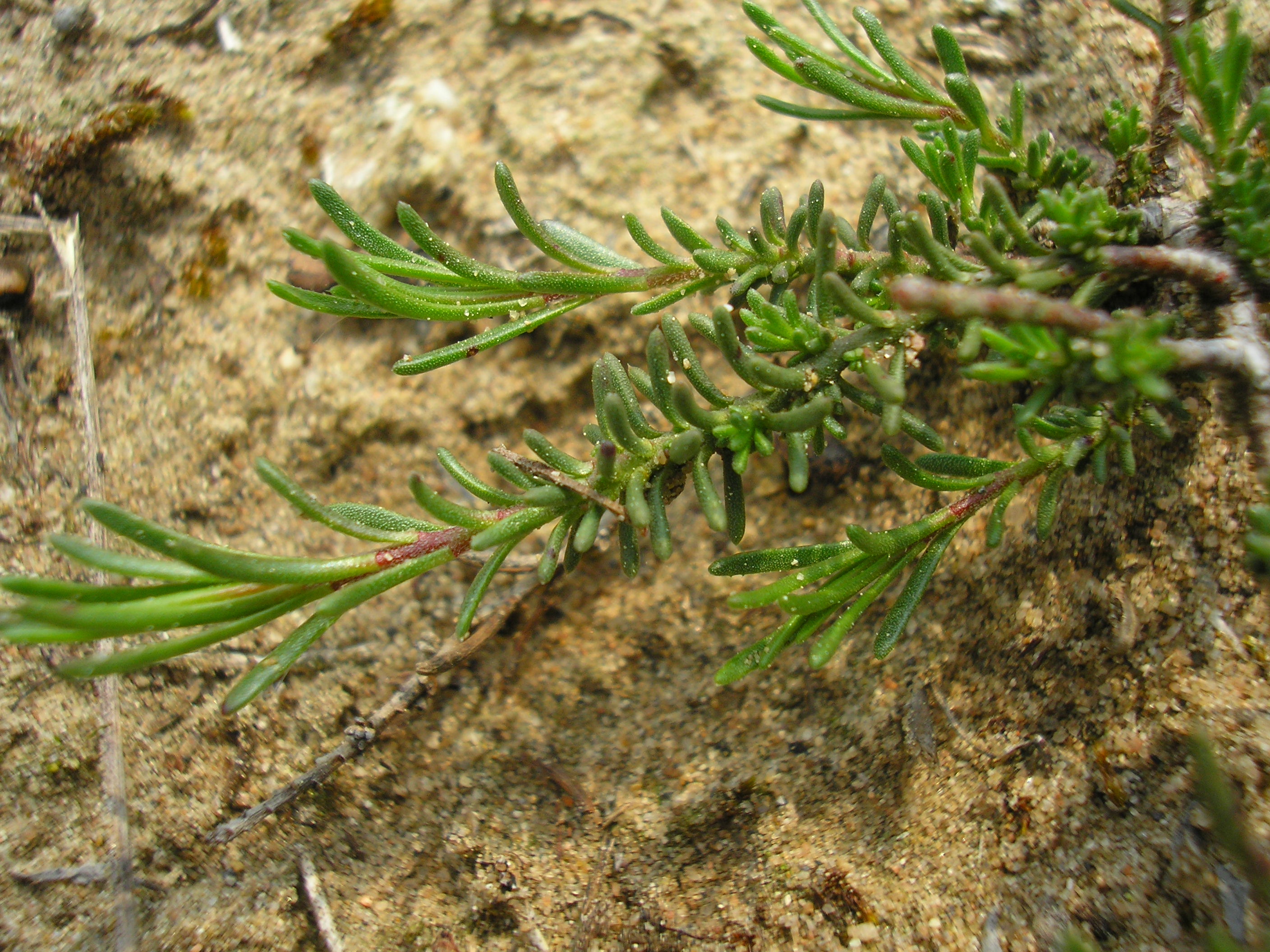
Stengel

Het dwergzonneroosje komt voor op droge, kalkrijke grond in grasland en op rotsen en stenige hellingen.